# Arcadia, Louisiana
Arcadia är administrativ huvudort i Bienville Parish i Louisiana. Vid 2010 års folkräkning hade Arcadia 2 919 invånare.